# Eulimastoma surinamense
Eulimastoma surinamense is een slakkensoort uit de familie van de Pyramidellidae. De wetenschappelijke naam van de soort is voor het eerst geldig gepubliceerd in 1975 door Van Regteren Altena.